# Oedaspis dichotoma
Oedaspis dichotoma är en tvåvingeart som beskrevs av Friedrich Hermann Loew 1869. Oedaspis dichotoma ingår i släktet Oedaspis och familjen borrflugor. Inga underarter finns listade i Catalogue of Life.